# 1204
1204 (MCCIV) je bilo prestopno leto, ki se je po julijanskem koledarju začelo na četrtek.

## Dogodki

### Evropa

#### Slovenija
- Umrlega oglejskega patriarha Pelegrina II. Spanheimskega nasledi škof Passaua Wolfgar iz Leibrechtskirchena. 1218 ↔

#### Četrta križarska vojna
- januar - Nadaljujejo se nemiri na ulicah Konstantinopla proti cesarjema Izaku II. in Alekseju IV. iz dinastije Angelov ter proti prisotnosti križarjev v mestu.

- 25. januar - Na skupščini senata in škofov je izvoljen za bizantinskega cesarja Nikolaj Kanabos.
- 28. januar - Cesarja se za pomoč obrneta na dvornika Alekseja Dukasa, ki pa ju, namesto da bi ju zaščitil, aretira. Ostareli in slepi cesar Izak II. Angel umre nedolgo po odstavitvi.
- 5. februar - Za bizantinskega cesarja se da kronati Aleksej V. Dukas.
- 8. februar - Aleksej V. Dukas zadavi odstavljenega cesarja Alekseja IV. in izvoljenega Nikolaja Kanabosa. S križarji se poskuša pogajati, vendar nima uspehov.
- 8. april - Aleksej V. Dukas napade križarski tabor zunaj mesta in uniči večino oblegovalnih naprav, toda premalo, da bi izbojeval pomembnejšo zmago. 
  - Papež Inocenc III. v pismu zahteva, da se mesto ne napade, vendar njegovi legati vojski pismo zamolčijo.
- 12. april - Križarji začnejo z napadom na Konstantinopel. Ker je branilcev premalo, že prvi dan premagajo obzidje in zavzamejo severni kot mesta in tudi tam požgejo večji del mesta, da bi se zavarovali pred protinapadi. Bizantinski cesar Aleksej V. Dukas pobegne v Trakijo, kjer ga sprva prijazno sprejme bivši cesar Aleksej III. Angel. 
  - Za cesarja je v Baziliki Svete Modrosti z žrebom izvoljen Konstantin Laskaris.
- 13. april - Križarji zavzamejo Konstantinopel. Nemudoma pričnejo s plenjenjem po mestu, ki traja tri dni. Opustošijo celotno mesto, cerkve, samostane, tudi zadnjo antično knjižnico. Vsesplošno ropanje spremljajo posilstva, umori in uničevanja kulturne dediščine, mdr. mnogo del še iz antike.
  - Ko vidi, da je vse izgubljeno, med mnogimi pobegne tudi "enodnevni" cesar Konstantin Laskaris.
- april - Ustanovitev Latinskega cesarstva. Na ozemlju Bizantinskega cesarstva nastanejo nove "begunske" države: Nikejsko cesarstvo, Trapezundsko cesarstvo in Epirski despotat:

- - Nikejsko cesarstvo: po padcu Konstantinopla pobegne Teodor I. Laskaris čez Bospor v Nikejo, kjer prevzame oblast in s tem zavaruje velik del bizantinske zahodne Male Azije. 1205 ↔
  - Trapezuntsko cesarstvo: tik pred padcem Konstantinopla se za dinastijo Komnenov izrečejo mesta Trapezunt, Oinaion in Sinopa ob Črnem morju. Njihov interes ščiti tesna sorodstvena povezanost z gruzijsko vladarsko hišo Bagrationi. Oblast prevzame Aleksej I. Veliki Komnen.
  - Epirski despotat: ustanovi ga Mihael Komnen Dukas, nečak bivših bizantinskih cesarjev Izaka II. Angela in Alekseja III. Angela. To novo bizantinsko tvorbo varuje predvsem geografska nedostopnost.
  - V Trakiji poskuša uveljaviti oblast bivši cesar Aleksej III. Angel, vendar vzdrži zgolj do nove križarske ofenzive.
- 9. maj - Na pritisk Benečanov je za cesarja novega Latinskega cesarstva izvoljen flandrijski grof Baldvin Hainauški, formalni voditelj križarskega pohoda Bonifacij Montferraški s težavo privoli v imenovanje rivala za cesarja.
- 16. maj - Kronanje Baldvina I. v baziliki Svete Modrosti za prvega latinskega cesarja.
- poletje - Križarji sklenejo osvojiti preostanek propadlega Bizantinskega cesarstva. Osvajanje Trakije vodi Bonifacij Montferaški, ki mu uspe zavarovati interes z osvojitvijo Soluna in razglasitvijo Kraljevine Solun. Ker Benečanom odstopi Kreto, ga le-ti priznajo za novega kralja, sicer nominalno vezanega na latinskega cesarja, dejansko pa neodvisnega.
- Aleksej III. Angel oslepi zadnjega de iure bizantinskega cesarja Alekseja V. Dukasa, ki ga nato med prodiranjem skozi Trakijo križarji zajamejo in zaprejo. Aleksej III. Angel pobegne v Korint, od koder vodi gverilske napade na novo kraljestvo, vendar je kmalu poražen.
- zima - Križarji nadaljujejo z osvajanji v Mali Aziji (province Bitinija, Misija in Troada) na račun novo nastalega Nikejskega cesarstva. Sprva imajo velike uspehe.
- Papež Inocenc III. se nazadnje sprijazni z osvojitvijo Konstantinopla kot delom božjega načrta, ki bi grško cerkev pridružil oblasti latinske cerkve. Zgodovinsko gledano pa se je Veliki razkol začet leta ← 1054 dokončno dovršil, kljub še kasnejšim poskusom združitve.
- Reakcija Bolgarov in ustanovitev ostalih vazalnih križarskih držav: 1205 ↔

#### Angleško-francoska vojna
- 6. marec - Francoski kralj Filip II. po dveh letih obleganja zavzame najmogočnejšo normandijsko trdnjavo Gaillard. Padec trdnjave močno poslabša položaj Angležev v Franciji in francoskih posesti angleškega kralja Ivana Plantageneta.
- 1. april - V samostanu umre akvitanska vojvodinja in angleška kraljica-mati Eleanora Akvitanska. Akvitanija s tem pripade edinemu preostalemu sinu, kralju Ivanu, ki z njeno smrtjo izgubi še preostale francoske zaveznike.
- 23. junij - Francozom se preda glavno mesto Normandije Rouen.
- avgust - Po zavzetju Normandije napreduje Filip II. proti jugu in zavzame grofiji Anjou, Poitou ter večino vojvodine Akvitanije.
- Edini del francoske krone, ki v večjem delu izreče zvestobo angleškemu kralju Ivanu, je vojvodina Gaskonja (JZ kot Francije). Po smrti Eleanore zahteva Gaskonjo zase kot del dote kastiljski kralj Alfonz VIII., vendar mu namera spodleti.
  - Enako privrženost angleški kroni izkažejo normandijski Kanalski otoki, oziroma otoka Jersey in Guernsey, ki sta ozemlji v odvisnosti od angleške krone še danes (Crown dependencies).

#### Ostalo po Evropi
- 1. januar - Smrti norveškega kralja Hakona III., ki je umrl zaradi komplikacij pri puščanju krvi, je osumljena mačeha Margareta Eriksdotter. Preizkus z ognejm, v katerem bi preko služabnika dokazala svojo nedolžnost, spodleti, saj se služabnik huje opeče. To velja za dokaz krivde, zato Margareta pobegne na Švedsko. Haakona nasledi 4. letni nečak Guttorm Sigurdsson, regentstvo prevzame Haakon Nori.↓
- 11. avgust → Umre 4. letni norveški kralj Guttorm Sigurdsson. Oblast prevzame Inge II.. Zahtevo po norveškem prestolu ima še danski kralj Vadlemar II.
- 12. avgust - Umrlega istrskega mejnega grofa in meranijskega vojvodo Bertolda IV. nasledi sin Oton I.
- 26. avgust - Na smrt bolni madžarski kralj Emerik I. da za kralja Ogrske kronati svojega petletnega edinca Ladislava III.. Za regenta določi brata Andreja, ki se je prej že večkrat uprl Emeriku.↓
- → 30. september - Emerik umre. V imenu mladega kralja Ladislava III. prevzame oblast njegov stric Andrej. 1205 ↔
- Pariz: dela francoskega teologa Amalrik iz Bena, ki je revitaliziral Eurigenov panteistični novoplatonizem, so uvrščena med krivoverska.
- Srbski vladar Štefan Nemanjić se ob pomoči Bolgarov ponovno zavihti na prestol in odstrani brata Vukana, ki pobegne nazaj v primorsko Zeto, kjer je že prej vladal.
- Ker pokaže bolgarski car Kalojan interes za združitev bolgarske cerkve s katoliško, ga papež Inocenc III. prizna za kralja Bolgarov in Vlahov.↓
- → Manj uspeha imajo papeški legati s kijevskim vladarjem Romanom Mstislavičem, ki jih zavrne.
- Nemški štaufovski kralj Filip Švabski porazi mejnega grofa Hermana Turinškega, ki je pred tem prisegel zvestobo velfovskemu kralju Otonu Braunschweigovskemu. 1205 ↔
- Papež Inocenc III. potrdi veljavnost novega nemškega viteškega reda Livonijskega bratstva meča (Fratres militiæ Christi Livoniae).
- Kolonisti močvirnate regije Stedingen severno od Bremna se osvobode nadoblasti bremenskega nadškofa in vzpostavijo avtonomijo. 1229 ↔
- Mladi vojščak in sin trgovca Frančišek po vrnitvi iz Perugie, kjer je bil več kot leto dni zaprt, ponovno zapade brezkrbnemu življenju. Ko resno zboli, se v njem pojavi resna duhovna kriza. 1205 ↔
- Umrlega bosanskega bana Kulina nasledi njegov sin Štefan Kulinić.
- Prva omemba Amsterdama, takrat še majhnega ribiškega naselja.

### Azija
- Na obalah Male Azije sta po propadu Bizantinskega cesarstva ustanovljena Nikejsko in Trapezundsko cesarstvo. Do konca leta osvojijo križarji Konstantinoplu najbližji kót Male Azije (Bitinijo) in ga vključijo v Latinsko cesarstvo.
- Glavnina križarjev nikoli ne prispe v Zamorje, kar jeruzalemskega kralja Amalrika II. prikrajša za vojaške sile. Amalrik in sultan Al-Adil I. po nekaj praskah podaljšata mir še za šest let.
- Umrlega sultana ikonijskih Seldžukov Sulejmana II. nasledi sin Kilidž Arslan III., ki pa mu težave dela stric Kejhosrov I. skupaj z bizantinskim vojskovodjem Manuelom Komnenom Murozomom, ki je prebežal iz zasedenega Konstantinopla.
- Mongolija: mongolski kan Temudžin premaga Najmane. Kučluk, sin premaganega najmanskega kana, z ostankom vojske pobegne v Kara-Kitaj. Prav tako tudi ponovno pobegne rivalski kan Džamuka.
- Osrednja Azija: vojna med Horezmijci in Guridi za Herat. Ker Guridi premagajo Horezmijce ti pokličejo na pomoč Karakitane in skupaj preženejo Guride.
- Indija: muslimanski Guridi preženejo hindujsko bengalsko dinastijo Sena iz njihove prestolnice Nadija v vzhodni del Bengalije, ki ga ta dinastija še nadzoruje. V približno istem času je uničeno drugo večje budistično učilišče univerza Vikramašila.

### Afrika
- Manjša križarska flota, ki je v Zamorje priplula neodvisno od glavnih organizatorjev, poskuša osvojiti Rosetto v delti Nila, a brez uspeha.

## Rojstva
- 14. april - Henrik I., kastiljski kralj († 1217)
- september - Marija Courtenayjska, nikejska cesarica, regentinja latinskega cesarstva († 1228)
- 9. januar - Abu Uthman Said ibn Hakam al-Qurashi, kadi Minorke († 1282)

Neznan datum
- Ana Legniška, velika vojvodinja žena Poljske  († 1265)
- Hakon IV., norveški kralj († 1263)
- Henrik Raspe, deželni grof Turingije, nemški (proti)kralj († 1247)
- Karma Pakši, tibetanski lama ločine Kagju († 1283)
- Margareta Avstrijska, nemška kraljica, avstrijska vojvodinja, češka kraljica († 1266)
- Orda, mongolski kan Zlate horde († 1280)
- Oton I., vojvoda Braunschweig-Lüneburga († 1252)

## Smrti
- 1. januar - Hakon III., norveški kralj (* 1182)
- januar - 
  - Izak II. Angel, bizantinski cesar (* 1156)
- 8. februar: 
  - Aleksej IV. Angel, bizantinski cesar (* 1182)
  - Nikolaj Kanabos, bizantinski cesar
- 1. april - Eleonora Akvitanska, vojvodinja, s porokama francoska in angleška kraljica (* 1122)
- 11. avgust - Guttorm Sigurdsson, norveški kralj (* 1199)
- 12. avgust - Bertold IV. Andeški, nemški plemič, vojvoda Meranije
- 24. avgust - Minamoto Joriie, japonski šogun (* 1182)
- 30. september - Emerik I., ogrski kralj (* 1174)
- 13. december - Mojzes ben Majmon, latinizirano Maimonides, španski judovski teolog, pravnik, zdravnik, filozof (* 1135)
- 22. december - Fudživara Sunzei, japonski pesnik (* 1114)

Neznan datum
- Amalrik iz Bene, francoski teolog
- al-Bitrudži, španski muslimanski astronom (* 1130)
- Kulin, bosanski ban (* 1145)
- Mihael Glika, bizantinski literat in teolog (* 1125)
- Pelegrin II. Ortenburg-Španhajmski, oglejski patriarh
- Sulejman II., sultan sultanata Rum